# Uraiújfalu
Uraiújfalu is een plaats (község) en gemeente in het Hongaarse comitaat Vas. Uraiújfalu telt 932 inwoners (2001).

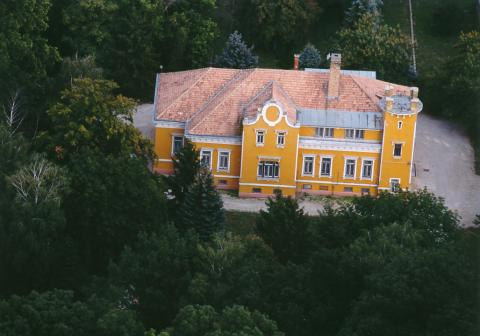